# Turks-Cypriotische voetbalbond
De Turks-Cypriotische voetbalbond (Turks: Kıbrıs Türk Futbol Federasyonu, KTFF) is het overkoepelende orgaan voor het voetbal op Noord-Cyprus.
De bond is opgericht na de deling op Cyprus in 1955 en is sinds 2003 lid van de NF-Board. De bond kan vanwege de status van Noord-Cyprus geen lid worden van de FIFA of de UEFA.
De bond organiseert de competities waarvan de KTFF Süper Lig het hoogste niveau is, en is ook verantwoordelijk voor het vertegenwoordigende elftal van Noord-Cyprus.